# U.S. Clay Court Championships 1985
U.S. Clay Court Championships 1985 - тенісний турнір, що проходив на відкритих кортах з ґрунтовим покриттям Indianapolis Tennis Center в Індіанаполісі (США). Чоловічі змагання проходила в рамках Grand Prix, а жіночі - Championships Series. Відбувсь усімнадцяте і тривав з 21 липня до 29 липня 1985 року. Іван Лендл і Андреа Темашварі здобули титул в одиночному розряді.

## Фінальна частина

### Одиночний розряд, чоловіки
Іван Лендл —  Андрес Гомес 6–1, 6–3
- Для Лендла це був 5-й титул за сезон і 47-й - за кар'єру.

### Одиночний розряд, жінки
Андреа Темашварі —  Зіна Гаррісон 7–6(7–0), 6–3

### Парний розряд, чоловіки
Кен Флек /  Роберт Сегусо —  Павел Сложил /  Кім Ворвік 6–4, 6–4

### Парний розряд, жінки
Катарина Малеєва /  Мануела Малеєва —  Пенні Барг /  Пола Сміт 2–6, 6–3, 6–4